# Миранда против Аризоны
Миранда против Аризоны 384 U.S. 436 (1966) — историческое дело, рассмотренное Верховным Судом Соединённых Штатов Америки. Рассматривалось с 28 февраля по 1 марта 1966 года, решение оглашено 13 июня 1966 года. Решением по этому делу суд установил, что любые показания, как признательные, так и оправдательные могут быть использованы в суде только в том случае, если сторона обвинения может доказать, что подозреваемый перед допросом был информирован о праве на адвоката и о праве не свидетельствовать против себя. При этом в случае отказа подозреваемого от своих прав необходимо доказать его добровольность.

## Предпосылки
В 1960-е годы в американском обществе возросла озабоченность методами работы полиции.
В это же время движения различных адвокатских коллегий, направленные на оказание юридической помощи участникам судебных процессов, приобрели широкий размах. В рамках программы «Великое общество» было создано Общество юридических услуг (англ. Legal Services Corporation). Решением Верховного суда по делу Эскобедо против Иллинойса было разрешено присутствие адвоката во время допроса.

## Обстоятельства
В марте 1963 года за похищение и изнасилование был арестован уроженец штата Аризона по имени Эрнесто Артуро Миранда. После ареста и двухчасового допроса он признался в изнасиловании молодой женщины. На суде в качестве доказательств были представлены показания жертвы Миранды вместе с его собственным признанием. В итоге Миранда был осуждён за похищение человека и изнасилование на 30 лет. Адвокат Миранды подал апелляцию в Верховный Суд штата Аризона. Верховный Суд Аризоны не нашёл нарушений и подтвердил ранее принятое решение.

## Решение Верховного суда США

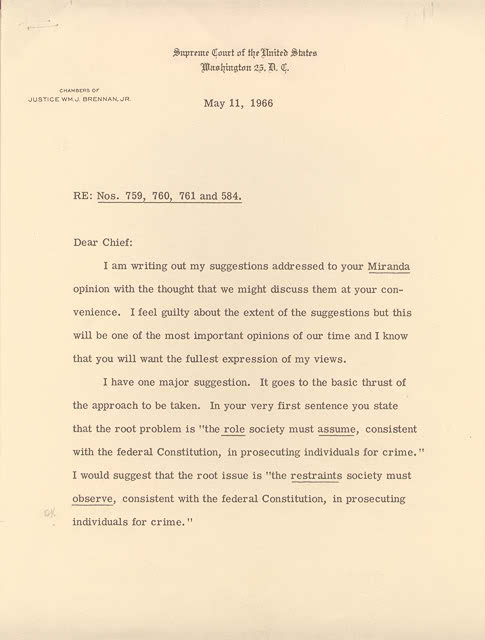
Комментарий судьи Бреннана по делу Миранды

Верховный Судья Эрл Уоррен, ранее занимавший должность прокурора, приняв во внимание, что допрос всегда носит принудительный характер, счёл признания, полученные в ходе полицейского допроса, не соответствующими Пятой поправке и недопустимыми в качестве доказательства, за исключением случая, когда подозреваемый, зная о своём праве на молчание, добровольно отказался от него. Аналогично признания, полученные в ходе допроса без присутствия адвоката, были признаны недопустимыми доказательствами, если только подозреваемый добровольно не отказался от адвоката.
Перед допросом подозреваемый должен быть ясно и недвусмысленно уведомлен о своём праве на молчание и том, что всё сказанное может быть использовано против него в суде. Подозреваемый должен быть ясно и недвусмысленно уведомлен о своём праве на адвоката, о праве давать показания во время допроса в присутствии адвоката, и о том, что если подозреваемый не имеет возможности оплатить услуги адвоката, они будут предоставлены за счёт казны.Оригинальный текст (англ.)The person in custody must, prior to interrogation, be clearly informed that he has the right to remain silent, and that anything he says will be used against him in the court of law; he must be clearly informed that he has the right to consult with a lawyer and to have the lawyer with him during interrogation, and that, if he is indigent, a lawyer will be appointed to represent him
Судом были определены действия органов дознания на случай, если подозреваемый решит воспользоваться своими правами.
Если подозреваемый сообщит любым способом, в любое время до допроса или во время него, что он не желает отвечать на вопросы, то допрос должен быть прекращён… Если подозреваемый потребует адвоката, допрос должен быть приостановлен до прибытия адвоката. С этого момента он имеет право консультироваться с адвокатом и требовать его присутствия во время допроса. Оригинальный текст (англ.)If the individual indicates in any manner, at any time prior to or during questioning, that he wishes to remain silent, the interrogation must cease ... If the individual states that he wants an attorney, the interrogation must cease until an attorney is present. At that time, the individual must have an opportunity to confer with the attorney and to have him present during any subsequent questioning.
Несмотря на давление со стороны Американского союза защиты гражданских свобод, суд не сделал обязательным присутствие адвоката на всех допросах. Также суд не включил в текст решения рекомендацию вызывать адвоката на первый допрос.
Уоррен обратил внимание на то, что уведомление о правах на адвоката и на молчание вошло в практику у ФБР, и что Военно-юридический кодекс содержал положения, требовавшие уведомлять задержанных о праве на молчание.
Тем не менее, по данному делу были высказаны два особых мнения, авторы которых полагали, что предупреждение Миранды, будучи узаконенным, окажет негативный эффект на органы правопорядка.

### Особое мнение Харлана
Судья Джон Харлан не согласился с решением суда: «Нет ничего ни в букве, ни в духе Конституции, ни в прецедентах, что бы согласовалось с этим решительным и односторонним актом, так поспешно принятым Судом во имя исполнения конституционных же обязанностей». Свои комментарии Харлан завершил цитатой из Роберта Джексона: «Этот суд заполняет храм Конституции новыми историями, но храм может рухнуть под их тяжестью».

### Особое мнение Кларка
В своём особом мнении судья Том Кларк выразил опасение, что суд под председательством Уоррена зашёл «слишком далеко и слишком быстро». Кларк предложил подробный анализ всех аспектов получения признания, введённый делом Хэйнс против Вашингтона.
… в каждом отдельном случае суд будет устанавливать, сообщили ли подозреваемому, что во время допроса может присутствовать адвокат, и что суд может назначить ему адвоката, если финансовые затруднения не позволяют подозреваемому самому нанять адвоката. В случае, если подозреваемому не сообщили о его правах, добровольность отказа от них должна быть доказана отдельно и с обязательным учётом всех обстоятельств дела.

## Последствия решения
Дело Миранды было пересмотрено без использования его собственных признаний. Благодаря наличию других доказательств, в том числе и свидетельских показаний, он был приговорён к тюремному заключению сроком от 20 до 30 лет. В 1972 году был условно-досрочно освобождён. Зарабатывал автографами на табличках с текстом предупреждения. Был убит во время драки в баре четыре года спустя.
Дело Миранды создало прецедент, обязавший все полицейские управления информировать задержанных о наличии у них прав на адвоката и молчание. Эти предупреждения получили название «правило Миранды».
Правило Миранды подверглось сильной критике, многие считали несправедливым информировать преступников о правах. Консерваторы, в том числе Ричард Никсон увидели в появлении правила Миранды угрозу эффективности работы полиции и предсказали рост преступности.

## Дополнения и уточнения
Среди полицейских приобрели популярность бланки отказа от прав на молчание и на адвоката.
Поскольку обычно требовалось подтверждение со стороны подозреваемого, что он понял суть своих прав, суды стали требовать, чтобы отказ от прав на молчание и на адвоката был осознанным и добровольным.
Фактически «осознанный и добровольный» отказ означал, что подозреваемый не был принуждён к даче показаний полицией. Как позже суд постановил по делу Колорадо против Конелли (479 U.S. 157 ), был ли подозреваемый в состоянии умственного помрачения, не имеет значения.
Признание, полученное с нарушением правила Миранды, может быть использовано в суде для опровержения показаний обвиняемого: например, перед выступлением обвиняемого в суде прокурор имеет право зачитать показания подсудимого для того, чтобы подорвать доверие к нему, даже если эти показания были получены с нарушением правила Миранды (401 U.S. 222 ).
Всё сказанное подозреваемым во время пребывания в заключении может быть использовано в качестве доказательства в суде, если было сказано не в ответ на вопросы, а произвольно. К подобным случаям правило Миранды неприменимо (446 U.S. 291).
В случае, если показания подозреваемого могут помочь предотвратить опасность, правило Миранды может быть нарушено. Например, если подозреваемому известно местонахождение брошенного пистолета, полиция может допросить его без предупреждения, и полученные показания могут быть использованы в суде (467 U.S. 649 ). В 2009 году Верховный суд штата Калифорния применил это положение к серийному убийце Ричарду Давиду.
Как показала практика, правило Миранды незначительно повысило число подозреваемых, требующих адвоката. Тем не менее противники правила, в частности, профессор Пол Кассел, утверждают, что благодаря этому правилу 3—4 % преступников избегают заслуженного наказания.
В 2000 году правило Миранды подверглось серьёзному испытанию в ходе дела Дикерсон против Соединённых Штатов. Постановление Конгресса США, отменившее правило Миранды, было признано недействительным, тем самым суд признал, что правило Миранды реализует требования Конституции США.
Суд под председательством У. Ренквиста признал законность правила Миранды при соотношении голосов 7 к 2 и назвал правило «частью американской культуры».
Дело Дикерсона было принято к рассмотрению для предотвращения двусмысленности толкования федерального закона.
Апелляционный суд Четвёртого (апелляционного) округа США счёл, что закон англ. Omnibus Crime Control and Safe Streets Act of 1968 отменил правило Миранды, в то время как Министерство юстиции США занимало по этому вопросу прямо противоположную позицию.